# Det sista bröllopet
Det sista bröllopet (finska: Kivenpyörittäjän kylä) är en finsk dramakomedifilm från 1995 i regi av Markku Pölönen. Filmen är baserad på Heikki Turunens roman Kivenpyörittäjän kylä från 1976. I huvudrollerna ses Martti Suosalo, Henrika Andersson, Tanja Kortelainen och Pertti Koivula. Detta var den andra fullängds spelfilmen Pölönen regisserade.

## Handling
Det är 1970-tal och Pekka återvänder med sin familj till en avlägsen finsk by, för att där fira byns sista bröllop.

## Rollista i urval
- Martti Suosalo – Pekka
- Henrika Andersson – Meeri
- Matti Varjo – Eljas
- Tanja Kortelainen – Jaana
- Jarmo Mäkinen – Tuomo
- Rauha Valkonen – Linnea
- Pertti Koivula – Urho Pölönen
- Pekka Räty – Mujunen